# 2008-as labdarúgó-Európa-bajnokság (selejtező – D csoport)
A 2008-as labdarúgó-Európa-bajnokság selejtezőjének D csoportjának mérkőzéseit tartalmazó lapja. A csoportban Csehország, Németország, Szlovákia, Írország, Wales, Ciprus, és San Marino szerepelt. A csapatok körmérkőzéses, oda-visszavágós rendszerben játszottak egymással.
Csehország és Németország kijutott az Európa-bajnokságra.

## Tabella
| Hely. | Csapat      | M  | Gy | D | V  | G+ | G– | Gk  | P  | Továbbjutás                           |     | Csehország | Németország | Írország | Szlovákia | Wales | Ciprusi Köztársaság | San Marino |
| ----- | ----------- | -- | -- | - | -- | -- | -- | --- | -- | ------------------------------------- | --- | ---------- | ----------- | -------- | --------- | ----- | ------------------- | ---------- |
| 1.    | Csehország  | 12 | 9  | 2 | 1  | 27 | 5  | +22 | 29 | Kijutott a 2008-as Európa-bajnokságra |     | —          | 1–2         | 1–0      | 3–1       | 2–1   | 1–0                 | 7–0        |
| 2.    | Németország | 12 | 8  | 3 | 1  | 35 | 7  | +28 | 27 | Kijutott a 2008-as Európa-bajnokságra |     | 0–3        | —           | 1–0      | 2–1       | 0–0   | 4–0                 | 6–0        |
| 3.    | Írország    | 12 | 4  | 5 | 3  | 17 | 14 | +3  | 17 |                                       |     | 1–1        | 0–0         | —        | 1–0       | 1–0   | 1–1                 | 5–0        |
| 4.    | Szlovákia   | 12 | 5  | 1 | 6  | 33 | 23 | +10 | 16 |                                       | 0–3 | 1–4        | 2–2         | —        | 2–5       | 6–1   | 7–0                 |            |
| 5.    | Wales       | 12 | 4  | 3 | 5  | 18 | 19 | −1  | 15 |                                       | 0–0 | 0–2        | 2–2         | 1–5      | —         | 3–1   | 3–0                 |            |
| 6.    | Ciprus      | 12 | 4  | 2 | 6  | 17 | 24 | −7  | 14 |                                       | 0–2 | 1–1        | 5–2         | 1–3      | 3–1       | —     | 3–0                 |            |
| 7.    | San Marino  | 12 | 0  | 0 | 12 | 2  | 57 | −55 | 0  |                                       | 0–3 | 0–13       | 1–2         | 0–5      | 1–2       | 0–1   | —                   |            |

## Mérkőzések
| 2006. szeptember 2. 20:15 (UTC+2) |

| Csehország     | 2–1               | Wales               |
| -------------- | ----------------- | ------------------- |
| Lafata 76' 89' | (0–0) Jegyzőkönyv | Jiránek 85' (öngól) |

| Na Stínadlech, Teplice Nézőszám: 16 204 Játékvezető: Jonas Eriksson (svéd) |

| 2006. szeptember 2. 20:15 (UTC+2) |

| Szlovákia                                        | 6–1               | Ciprus       |
| ------------------------------------------------ | ----------------- | ------------ |
| Škrtel 9' Mintál 33' 55' Šebo 43' 48' Karhan 52' | (3–0) Jegyzőkönyv | Yiasoumi 90' |

| Tehelné pole, Pozsony Nézőszám: 4783 Játékvezető: Oleh Orekhov (ukrán) |

| 2006. szeptember 2. 20:45 (UTC+2) |

| Németország  | 1–0               | Írország |
| ------------ | ----------------- | -------- |
| Podolski 57' | (0–0) Jegyzőkönyv |          |

| Gottlieb-Daimler-Stadion, Stuttgart Nézőszám: 53 198 Játékvezető: Luis Medina Cantalejo (spanyol) |

| 2006. szeptember 6. 20:15 (UTC+2) |

| Szlovákia | 0–3               | Csehország                |
| --------- | ----------------- | ------------------------- |
|           | (0–2) Jegyzőkönyv | Sionko 10' 21' Koller 57' |

| Tehelné pole, Pozsony Nézőszám: 27 683 Játékvezető: Steve Bennett (angol) |

| 2006. szeptember 6. 20:45 (UTC+2) |

| San Marino | 0–13              | Németország |
| ---------- | ----------------- | --- |
|            | (0–6) Jegyzőkönyv | Podolski 12' 43' 64' 73' Schweinsteiger 29' 47' Klose 30' 45+1' Ballack 35' Hitzlsperger 66' 72' M. Friedrich 87' Schneider 90' (11-esből) |

| Stadio Olimpico, Serravalle Nézőszám: 5019 Játékvezető: Selçuk Dereli (török) |

| 2006. október 7. 15:00 (UTC+1) |

| Wales    | 1–5               | Szlovákia                                       |
| -------- | ----------------- | ----------------------------------------------- |
| Bale 37' | (1–3) Jegyzőkönyv | Švento 14' Mintál 32' 38' Karhan 51' Vittek 59' |

| Millennium Stadium, Cardiff Nézőszám: 28 493 Játékvezető: Dick van Egmond (holland) |

| 2006. október 7. 17:15 (UTC+2) |

| Csehország                                                   | 7–0               | San Marino |
| ------------------------------------------------------------ | ----------------- | ---------- |
| Kulič 15' Polák 22' Baroš 32' 68' Koller 42' 52' Jarolím 49' | (4–0) Jegyzőkönyv |            |

| U Nisy Stadion, Liberec Nézőszám: 9514 Játékvezető: Vusal Aliyev (azeri) |

| 2006. október 7. 17:00 (UTC+3) |

| Ciprus                                                             | 5–2               | Írország             |
| ------------------------------------------------------------------ | ----------------- | -------------------- |
| Konstantinou 10' 50' (11-esből) Garpozis 16' Charalambides 60' 75' | (2–2) Jegyzőkönyv | Ireland 8' Dunne 44' |

| Neo GSP Stadium, Nicosia Nézőszám: 12 000 Játékvezető: Lucilio Batista (portugál) |

| 2006. október 11. 19:30 (UTC+1) |

| Írország    | 1–1               | Csehország |
| ----------- | ----------------- | ---------- |
| Kilbane 62' | (0–0) Jegyzőkönyv | Koller 64' |

| Lansdowne Road, Dublin Nézőszám: 35 500 Játékvezető: Bertrand Layec (francia) |

| 2006. október 11. 20:45 (UTC+2) |

| Szlovákia | 1–4               | Németország                                     |
| --------- | ----------------- | ----------------------------------------------- |
| Varga 58' | (0–3) Jegyzőkönyv | Podolski 13' 72' Ballack 25' Schweinsteiger 36' |

| Tehelné Pole, Pozsony Nézőszám: 21 582 Játékvezető: Terje Hauge (norvég) |

| 2006. október 11. 20:00 (UTC+1) |

| Wales                               | 3–1               | Ciprus    |
| ----------------------------------- | ----------------- | --------- |
| Koumas 33' Earnshaw 39' Bellamy 72' | (2–0) Jegyzőkönyv | Okász 83' |

| Millennium Stadium, Cardiff Nézőszám: 20 456 Játékvezető: Jacek Granat (lengyel) |

| 2006. november 15. 21:00 (UTC+2) |

| Ciprus    | 1–1               | Németország |
| --------- | ----------------- | ----------- |
| Okász 43' | (1–1) Jegyzőkönyv | Ballack 16' |

| Neo GSP Stadium, Nicosia Nézőszám: 15 000 Játékvezető: Peter Fröjdfeldt (svéd) |

| 2006. november 15. 19:30 (UTC+0) |

| Írország                                       | 5–0               | San Marino |
| ---------------------------------------------- | ----------------- | ---------- |
| Reid 7' Doyle 24' Keane 31' 58' (11-esből) 85' | (3–0) Jegyzőkönyv |            |

| Lansdowne Road, Dublin Nézőszám: 34 018 Játékvezető: Lassin Isaksen (feröeri) |

| 2007. február 7. 20:45 (UTC+1) |

| San Marino        | 1–2               | Írország                  |
| ----------------- | ----------------- | ------------------------- |
| Manuel Marani 86' | (0–0) Jegyzőkönyv | Kilbane 49' Ireland 90+4' |

| Stadio Olimpico, Serravalle Nézőszám: 3294 Játékvezető: Peter Rasmussen (dán) |

| 2007. március 24. 15:00 (UTC+0) |

| Írország    | 1–0               | Wales |
| ----------- | ----------------- | ----- |
| Ireland 39' | (1–0) Jegyzőkönyv |       |

| Croke Park, Dublin Nézőszám: 72 539 Játékvezető: Terje Hauge (norvég) |

| 2007. március 24. 20:00 (UTC+2) |

| Ciprus        | 1–3               | Szlovákia                         |
| ------------- | ----------------- | --------------------------------- |
| Aloneftis 45' | (1–0) Jegyzőkönyv | Vittek 54' Škrtel 67' Jakubko 77' |

| Neo GSP Stadium, Nicosia Nézőszám: 2696 Játékvezető: Gerald Lehner (osztrák) |

| 2007. március 24. 20:45 (UTC+1) |

| Csehország | 1–2               | Németország     |
| ---------- | ----------------- | --------------- |
| Baroš 77'  | (0–1) Jegyzőkönyv | Kurányi 42' 62' |

| Toyota Arena, Prága Nézőszám: 17 821 Játékvezető: Roberto Rosetti (olasz) |

| 2007. március 28. 17:25 (UTC+2) |

| Csehország | 1–0               | Ciprus |
| ---------- | ----------------- | ------ |
| Kováč 22'  | (1–0) Jegyzőkönyv |        |

| U Nisy, Liberec Nézőszám: 9310 Játékvezető: Ivan Bebek (horvát) |

| 2007. március 28. 19:45 (UTC+1) |

| Írország  | 1–0               | Szlovákia |
| --------- | ----------------- | --------- |
| Doyle 13' | (1–0) Jegyzőkönyv |           |

| Croke Park, Dublin Nézőszám: 71 297 Játékvezető: Yuri Baskakov (orosz) |

| 2007. március 28. 20:00 (UTC+1) |

| Wales                                   | 3–0               | San Marino |
| --------------------------------------- | ----------------- | ---------- |
| Giggs 3' Bale 20' Koumas 63' (11-esből) | (2–0) Jegyzőkönyv |            |

| Millennium Stadium, Cardiff Nézőszám: 18 752 Játékvezető: Ararat Tshagharyan (örmény) |

| 2007. június 2. 15:00 (UTC+1) |

| Wales | 0–0         | Csehország |
| ----- | ----------- | ---------- |
|       | Jegyzőkönyv |            |

| Millennium Stadium, Cardiff Nézőszám: 30 714 Játékvezető: Paul Allaerts (belga) |

| 2007. június 2. 19:00 (UTC+2) |

| Németország                                                          | 6–0               | San Marino |
| -------------------------------------------------------------------- | ----------------- | ---------- |
| Kurányi 45' Jansen 52' Frings 56' (11-esből) Gómez 63' 65' Fritz 67' | (1–0) Jegyzőkönyv |            |

| Frankenstadion, Nürnberg Nézőszám: 43 967 Játékvezető: Jouni Hyytiä (finn) |

| 2007. június 6. 20:30 (UTC+2) |

| Németország                         | 2–1               | Szlovákia             |
| ----------------------------------- | ----------------- | --------------------- |
| Ďurica 10' (öngól) Hitzlsperger 43' | (2–1) Jegyzőkönyv | Metzelder 20' (öngól) |

| AOL Arena, Hamburg Nézőszám: 51 500 Játékvezető: Olegário Benquerença (portugál) |

| 2007. augusztus 22. 21:00 (UTC+2) |

| San Marino | 0–1               | Ciprus    |
| ---------- | ----------------- | --------- |
|            | (0–0) Jegyzőkönyv | Okász 54' |

| Stadio Olimpico, Serravalle Nézőszám: 552 Játékvezető: Albano Janku (albán) |

| 2007. szeptember 8. 20:15 (UTC+2) |

| San Marino | 0–3               | Csehország                               |
| ---------- | ----------------- | ---------------------------------------- |
|            | (0–1) Jegyzőkönyv | Rosický 33' Jankulovski 75' Koller 90+3' |

| Stadio Olimpico, Serravalle Nézőszám: 3412 Játékvezető: Dejan Filipović (szerb) |

| 2007. szeptember 8. 20:30 (UTC+2) |

| Szlovákia             | 2–2               | Írország             |
| --------------------- | ----------------- | -------------------- |
| Klimpl 37' Čech 90+1' | (1–1) Jegyzőkönyv | Ireland 7' Doyle 57' |

| Tehelné pole, Pozsony Nézőszám: 12 360 Játékvezető: Stefano Farina (olasz) |

| 2007. szeptember 8. 19:30 (UTC+1) |

| Wales | 0–2               | Németország  |
| ----- | ----------------- | ------------ |
|       | (0–1) Jegyzőkönyv | Klose 5' 60' |

| Millennium Stadium, Cardiff Nézőszám: 25 000 Játékvezető: Manuel Mejuto González (spanyol) |

| 2007. szeptember 12. 18:30 (UTC+2) |

| Szlovákia      | 2–5               | Wales                                                         |
| -------------- | ----------------- | ------------------------------------------------------------- |
| Mintál 12' 57' | (1–3) Jegyzőkönyv | Eastwood 22' Bellamy 34' 41' Ďurica 78' (öngól) S. Davies 90' |

| Štadión Antona Malatinského, Nagyszombat Nézőszám: 5486 Játékvezető: Laurent Duhamel (francia) |

| 2007. szeptember 12. 20:00 (UTC+3) |

| Ciprus                           | 3–0               | San Marino |
| -------------------------------- | ----------------- | ---------- |
| Makridis 15' Aloneftis 41' 90+2' | (2–0) Jegyzőkönyv |            |

| Neo GSP Stadium, Nicosia Nézőszám: 600 Játékvezető: Alexey Kulbakov (fehérorosz) |

| 2007. szeptember 12. 20:30 (UTC+2) |

| Csehország      | 1–0               | Írország |
| --------------- | ----------------- | -------- |
| Jankulovski 15' | (1–0) Jegyzőkönyv |          |

| AXA Arena, Prága Nézőszám: 16 648 Játékvezető: Kyros Vassaras (görög) |

| 2007. október 13. 15:00 (UTC+2) |

| Szlovákia                                                                         | 7–0               | San Marino |
| --------------------------------------------------------------------------------- | ----------------- | ---------- |
| Hamšík 24' Šesták 32' 57' Sapara 37' Škrtel 51' Hološko 54' Ďurica 76' (11-esből) | (3–0) Jegyzőkönyv |            |

| Štadión Zimný, Dubnica nad Váhom Nézőszám: 2576 Játékvezető: Luc Wilmes (luxemburgi) |

| 2007. október 13. 19:15 (UTC+3) |

| Ciprus                          | 3–1               | Wales       |
| ------------------------------- | ----------------- | ----------- |
| Okász 59' 68' Charalampidis 79' | (0–1) Jegyzőkönyv | Collins 21' |

| Neo GSP Stadium, Nicosia Nézőszám: 8500 Játékvezető: Carlo Bertolini (svájci) |

| 2007. október 13. 19:45 (UTC+1) |

| Írország | 0–0         | Németország |
| -------- | ----------- | ----------- |
|          | Jegyzőkönyv |             |

| Croke Park, Dublin Nézőszám: 67 495 Játékvezető: Martin Hansson (svéd) |

| 2007. október 17. 20:15 (UTC+2) |

| San Marino | 1–2               | Wales                   |
| ---------- | ----------------- | ----------------------- |
| Selva 73'  | (0–2) Jegyzőkönyv | Earnshaw 13' Ledley 36' |

| Stadio Olimpico, Serravalle Nézőszám: 1182 Játékvezető: Anthony Zammit (máltai) |

| 2007. október 17. 19:30 (UTC+1) |

| Írország     | 1–1               | Ciprus        |
| ------------ | ----------------- | ------------- |
| Finnan 90+2' | (0–0) Jegyzőkönyv | Okkarides 80' |

| Croke Park, Dublin Nézőszám: 54 000 Játékvezető: Mikko Vuorela (finn) |

| 2007. október 17. 20:45 (UTC+2) |

| Németország | 0–3               | Csehország                          |
| ----------- | ----------------- | ----------------------------------- |
|             | (0–2) Jegyzőkönyv | Sionko 2' Matějovský 23' Plašil 63' |

| Allianz Arena, Munich Nézőszám: 66 600 Játékvezető: Howard Webb (angol) |

| 2007. november 17. 15:00 (UTC+0) |

| Wales                     | 2–2               | Írország            |
| ------------------------- | ----------------- | ------------------- |
| Koumas 23' 89' (11-esből) | (1–1) Jegyzőkönyv | Keane 31' Doyle 60' |

| Millennium Stadium, Cardiff Nézőszám: 24 619 Játékvezető: Oleh Oriekhov (ukrán) |

| 2007. november 17. 20:00 (UTC+1) |

| Németország                                      | 4–0               | Ciprus |
| ------------------------------------------------ | ----------------- | ------ |
| Fritz 2' Klose 20' Podolski 53' Hitzlsperger 82' | (2–0) Jegyzőkönyv |        |

| AWD-Arena, Hannover Nézőszám: 45 016 Játékvezető: Peter Rasmussen (dán) |

| 2007. november 17. 20:30 (UTC+1) |

| Csehország                        | 3–1               | Szlovákia          |
| --------------------------------- | ----------------- | ------------------ |
| Grygera 13' Kulič 76' Rosický 83' | (1–0) Jegyzőkönyv | Kadlec 79' (öngól) |

| AXA Arena, Prága Nézőszám: 15 681 Játékvezető: Tony Asumaa (finn) |

| 2007. november 21. 18:30 (UTC+2) |

| Ciprus | 0–2               | Csehország           |
| ------ | ----------------- | -------------------- |
|        | (0–1) Jegyzőkönyv | Pudil 11' Koller 74' |

| Neo GSP Stadium, Nicosia Nézőszám: 8000 Játékvezető: Levan Paniashvili (grúz) |

| 2007. november 21. 20:30 (UTC+1) |

| Németország | 0–0         | Wales |
| ----------- | ----------- | ----- |
|             | Jegyzőkönyv |       |

| Commerzbank-Arena, Frankfurt Nézőszám: 49 252 Játékvezető: Cristian Balaj (román) |

| 2007. november 21. 20:30 (UTC+1) |

| San Marino | 0–5               | Szlovákia                                        |
| ---------- | ----------------- | ------------------------------------------------ |
|            | (0–1) Jegyzőkönyv | Michalík 42' Hološko 51' Hamšík 53' Čech 57' 83' |

| Stadio Olimpico, Serravalle Nézőszám: 500 Játékvezető: Andrejs Sipailo (lett) |